# 醍醐冬熙
醍醐冬熙（1679年6月12日—1756年11月1日），是江戶時代中期的公卿；也是藤原北家清華家的醍醐家當主。

## 生涯
醍醐冬熙在延寶七年（1679年）出生，是醍醐冬基的長子。由於父親是後陽成天皇的第九皇子一條昭良，所以他也是天皇的曾孫。元祿元年（1688年）敘從五位上，元祿九年（1696年）昇敘從三位左近衛中將，位列公卿，經任權中納言、踏歌節會外弁、右兵衛督後，在寶永元年（1704年）就任權大納言。
享保十三年（1728年）短暫出任內大臣，後曾轉任右大臣、左大臣，寬延二年（1749年）辭任左大臣，到寶曆六年（1756年）逝世，享年77歲。
| 王位覬覦者        | 王位覬覦者                              | 王位覬覦者      |
| ----------------- | --------------------------------------- | --------------- |
| 前任： 醍醐冬基   | 醍醐家當主 1697年8月30日－1756年11月1日 | 繼任： 醍醐經胤 |
| 官衔              |                                         |                 |
| 前任： 西園寺致季 | 右大將 1724年9月8日－1725年4月1日       | 繼任： 鷹司房熙 |
| 前任： 西園寺致季 | 內大臣 1728年9月1日－1728年11月27日     | 繼任： 鷹司房熙 |
| 前任： 一條道香   | 右大臣 1745年4月24日－1745年6月8日      | 繼任： 久我惟通 |
| 前任： 一條道香   | 左大臣 1749年2月14日－1749年3月20日     | 繼任： 近衛內前 |